# Vedische astrologie
Vedische astrologie, ook  Jyotisha (Sanskriet: jyotiṣa, van jyót, licht, hemellichaam, en ish, Ishvara) genoemd, is de astrologie zoals deze sinds vele duizenden jaren in India wordt beoefend. In de Rigveda, de oudste van de Veda's, de heilige hindoegeschriften, waarvan wordt aangenomen dat het stamt van 1500 v.Chr., zijn concrete aanwijzingen over de astrologische werkwijze en methodiek beschreven. Vedische astrologie is daarmee een van de oudste bekende vormen van astrologie.
Onderzoek van Project Hindsight onder leiding van Robert Hand heeft aangetoond dat er veel overeenkomsten zijn tussen de astrologie van de Grieken, die wordt gezien als de basis van de westerse astrologie, en die van India.

## Strekking
De Vedische astrologie spitst zich vooral toe op wat verwacht kan worden in het leven, met name op gebied van karma en levensloop, beroep en maatschappelijke positie, rijkdom en armoede. Ook spelen relaties, familiebanden en nageslacht een belangrijke rol, ook omdat ervan wordt uitgegaan dat deze de garantie vormen voor een verzorgde oude dag en levenseinde.

## Dierenriem
De Vedische astrologie verschilt van de westerse in het gebruik van een andere dierenriem. Waar de westerse dierenriem is gebaseerd op de Zon, die in de psychologische astrologie bewustzijn en het centrum van de psyche symboliseert, waarbij de planeten de werking van de Zon ondersteunen, is de vedische gebaseerd op de Maan en de daaraan gekoppelde siderische (sterren-)dierenriem, die laat zien hoe de planeten de energie van de kosmos distribueren. Het 180 gradenpunt van de siderische dierenriem valt samen met de positie van de vaste ster Spica. De sterrendierenriem is verdeeld over 27 Maantekens en de Maan staat 24 uur en 18 minuten in ieder van deze Maantekens. De hele cyclus is 27 1/3 dag lang want na die tijd neemt de Maan weer dezelfde positie in aan het firmament. Zo ontstaat er een Maandierenriem, de oudste in India. Pas later is men er ook met de Zonnedierenriem gaan werken. Ook Chinese, Babylonische, Arabische en zelfs westerse astrologen hebben overigens de Maandierenriem gebruikt.
De Maandierenriem hielp bij de analyse van de geboortehoroscoop en bij het bepalen van gunstige momenten. Zo is het volgens de Indiase traditie bijvoorbeeld gunstig om een reis te maken als de Maan in het ene teken staat, terwijl het pas goed is om te trouwen wanneer de Maan in een ander teken staat.

## Aanvullend
Steeds meer astrologen vinden dat westerse en Vedische astrologie elkaar prima kunnen aanvullen en dus tegelijk te gebruiken zijn. Volgens hen kan in één sessie de westerse astrologie vooral informatie geven over psychologische kwesties en de Vedische astrologie over spiritualiteit en karma. Het Vedische systeem van actualiteitsanalyse zou ook een waardevolle aanvulling betekenen op wat de westerse astrologie biedt.
Zo'n 2000 jaar geleden vielen de sterrendierenriem (Vedisch) en Zonnedierenriem (westers) samen, maar omdat het lentepunt sindsdien verschuift ten opzichte van de sterren verschillen beide inmiddels ongeveer 23 graden. Daardoor zou iemand die volgens de westerse astrologie Zon in Weegschaal heeft in de Vedische astrologie Zon in Maagd kunnen krijgen. De effecten van dat verschil blijken mee te vallen omdat in de Vedische astrologie de tekens slechts dienen als een middel om huizen, huisheren en de kracht van planeten, waar veel meer waarde aan gehecht wordt, mee te bepalen.

## Remedies
Remedies zijn een integraal onderdeel uit de Vedische astrologie en kunnen bestaan uit bepaalde meditaties, mantra's en edelstenen. Ze zouden behulpzaam zijn bij het bereiken van levensdoelen. Deze levensdoelen worden vanuit de Vedische zienswijze vaak geformuleerd als artha (rijkdom), kama (plezier), dharma en moksha. Het kenmerk van dit type spirituele oefeningen is dat ze afgestemd zijn op de horoscoop en daarmee op het karma van een individu. Vaak worden remedies aangeraden met de belofte dat ze bepaalde wensen zouden vervullen, zoals het vinden van een partner, baan, betere gezondheid, spirituele groei, etc. In al deze gevallen komt het erop neer dat men door middel van spirituele oefeningen het karma probeert te veranderen.